# John Bell (Mediziner)
Sir John Irving Bell GBE CH FRS FMedSci HonFREng (* 1. Juli 1952) ist ein kanadisch-britischer Immunologe und Genetiker. Er gilt als Vertreter einer translationalen Medizin. Seit 2002 ist er Regius Professor of Medicine an der University of Oxford.

## Leben und Wirken
Bell erwarb 1975 an der University of Alberta und 1976 an der University of Oxford jeweils einen Bachelor und 1979 an der University of Oxford einen BM BCh als Abschluss des Medizinstudiums. Seine klinisch-wissenschaftliche Ausbildung erhielt er in Oxford, London und an der Stanford University, bevor er als Oberarzt (1987), Dozent (1989) und schließlich Professor (1992) an der University of Oxford tätig war. Seit 2002 ist er hier Regius Professor of Medicine.
Bell machte sich um die Identifikation von Genen verdient, die die Empfänglichkeit für Krankheiten wie Diabetes mellitus, rheumatoide Arthritis oder Multiple Sklerose erhöhen. Er konnte wesentliche Beiträge zur Aufklärung der Immunaktivierung an der T-Zell-Oberfläche leisten. Bell hatte wichtige Funktionen an den Schnittstellen zwischen Forschung, Industrie und Gesundheitsversorgung inne. So gründete er 1993 das Wellcome Trust Centre for Human Genetics oder war 2020 federführend an der Organisation der Impfstoffentwicklung gegen COVID-19 am Edward Jenner Institute in Oxford tätig. Laut Datenbank Scopus hat Bell einen h-Index von 85 (Stand September 2024).
Von 2006 bis 2011 war Bell Präsident der Academy of Medical Sciences. Er gehört oder gehörte zu den wissenschaftlichen Aufsichtsräten oder Beratergremien z. B. von Genentech, AstraZeneca, Roche Holding oder der Bill & Melinda Gates Foundation.

## Auszeichnungen (Auswahl)
- 1998 Mitglied der Academy of Medical Sciences
- 2003 Ehrendoktorat der University of Alberta[5]
- 2008 Mitglied der Royal Society[6]
- 2008 Knight Bachelor
- 2009 Ehrenmitglied der Royal Academy of Engineering[7]
- 2010 Harveian Oration[8]
- 2011 Robert L. Noble Prize der Canadian Cancer Society[9]
- 2014 Knight Grand Cross des Order of the British Empire[10]
- 2022 Canadian Medical Hall of Fame[11]
- 2023 Order of the Companions of Honour